# 城巴N796線
城巴N796線是由城巴營運的一條香港循環巴士路線，來往日出康城及旺角，只於深宵時段提供服務。

## 歷史
- 2005年5月1日：本線投入服務，來往將軍澳站及太子站，來回程途經旺角、九龍城及觀塘繞道，成人全程收費$14。
- 2005年6月4日：往將軍澳站方向改經觀塘道，並先後在坪石邨、啟業邨、九龍灣站及觀塘市中心加設分站。
- 2006年5月21日：改為以循環線形式運作，並大幅更改行車路線。由將軍澳站開出後，駛經啟德隧道、漆咸道、彌敦道等以往沒有服務的地區，不再途經太子站一帶。
- 2008年6月8日：首次調整車費，成人全程收費由$14增至$14.8。
- 2009年12月13日：往將軍澳站方向，在將軍澳道觀塘警署對面加設分站。
- 2011年8月15日：往尖沙咀方向改經尚德商場對面一段唐明街，不再途經唐賢街[1]。
- 2015年4月11日：往將軍澳方向加停觀塘道彩虹邨站[2]。
- 2017年12月11日：00:00及00:30由將軍澳站開出的班次，以及由香港科學館開出的特別班次改以日出康城為終點站。[3][4]
- 2018年2月12日：增設實時抵站時間查詢服務。[5]
- 2019年12月30日：往日出康城為的班次將增加至8班，於每日約00:23、00:38、00:53、01:08、01:23、01:43、02:03、02:23由漆咸道南香港科學館開出。[6]
- 2020年1月5日：因環澳路興建跨灣大橋，原使用環澳路迴旋處，改用駿日街、駿昇街掉頭。
- 2020年10月2日：往將軍澳方向加停將軍澳隧道巴士轉乘站，並增設八達通轉乘優惠。[7]
- 2021年5月1日：往九龍方向加停將軍澳隧道巴士轉乘站，並增設八達通轉乘優惠。[8]
- 2022年2月28日：[9][10]
  - 來回程所有班次皆以康城站公共運輸交匯處為起訖點。該總站全日24小時均有專營巴士路線使用。
  - 往尖沙咀方向駛至將軍澳道後改經茶果嶺道、鯉魚門道及觀塘道返回啟福道及原有路線，不再經觀塘繞道，加停觀塘道「創紀之城」巴士站
  - 調整原有於將軍澳南的巴士站位置。
- 2022年8月21日：來回程加經至善街，往尖沙咀方向增設至善街「怡明邨」、「播道書院」及唐俊街「天晉II」巴士站，取消寶邑路「寶盈花園」巴士站；往日出康城方向加停唐俊街「寶盈花園」及至善街「播道書院」巴士站，取消寶邑路「將軍澳廣場」巴士站。[11]

## 服務時間（詳細班次）
常規班次
| 每日日出康城開 | 每日日出康城開 | 每日日出康城開 | 每日日出康城開 |
| -------------- | -------------- | -------------- | -------------- |
| 23:45          | 00:15          | 00:45          | 01:15          |
| 01:45          | 02:15          | 02:45          | 03:15          |
| 03:45          | 04:15          | 04:35          | 04:55          |

特別班次
- 每日香港科學館開：00:38、01:08

## 收費
全程：$19.6
- 富豪東方酒店往日出康城：$12.3
- 調景嶺站往日出康城：$7.3

| - 本線設有12歲以下小童及65歲或以上長者半價優惠。 - 65歲或以上香港居民使用「樂悠咭」，以及12歲以下合資格殘疾兒童使用「殘疾人士身份」個人八達通繳付車資，均可享有每程$2.0或半價（以較低者為準）的票價優惠；12至64歲合資格殘疾人士使用「殘疾人士身份」個人八達通（包括「樂悠咭」），以及60至64歲香港居民使用「樂悠咭」繳付車資，均可享有每程$2.0或全費（以較低者為準）的票價優惠。 - 65歲或以上長者如使用長者或一般個人八達通繳付車資，則只可享有半價優惠；12至64歲合資格殘疾人士如不使用「殘疾人士身份」個人八達通，以及60至64歲人士如不使用「樂悠咭」繳付車資，必須繳付全費。 - 乘客可以現金或八達通於上車時付款，不設找續。 - 每位成人乘客可免費攜帶最多兩名4歲以下而不佔座位的兒童乘客乘車，超額之4歲以下小童必須繳付小童車費乘車。 - 九龍巴士、城巴及龍運巴士全職員工及家屬（不包括外判職員）可免費乘搭本路線，惟必須拍職員或職員家屬八達通。 - 乘客亦可使用AlipayHK「易乘碼」、支付寶、WeChatHK／微信支付「搭車碼」、銀聯雲閃付「乘車碼」及BOC Pay「乘車碼」、具有感應式支付功能的VISA、Mastercard及銀聯卡，以及Apple Pay、Google Pay及Samsung Pay流動支付平台繳付車資。使用此支付方式的乘客可享有中途下車之分段收費，以及與其他城巴獨營路線或聯營線城巴班次之轉乘優惠，惟不適用於與非城巴路線之轉乘優惠。乘客亦不能享有「公共交通費用補貼計劃」及「長者及合資格殘疾人士公共交通票價優惠計劃」。 |

## 行車路線
經：康城路、環保大道（南行）、駿日街（北行）、駿昇街（東行）、掉頭、駿昇街（西行）、駿日街（南行）、環保大道（北行）、蓬萊徑、蓬萊路、環保大道、寶邑路、至善街、唐俊街、將軍澳站公共運輸交匯處、唐德街、唐俊街、唐明街、寶順路、翠嶺路、景嶺路、寶順路、將軍澳隧道公路、將軍澳隧道、將軍澳道、天橋、茶果嶺道、鯉魚門道、觀塘道、觀塘道下通道、觀塘道、啟福道、啟德隧道、東九龍走廊、漆咸道北、漆咸道南、梳士巴利道、彌敦道、亞皆老街、新填地街、旺角道、洗衣街、亞皆老街、太子道西、太子道東、觀塘道、鯉魚門道、將軍澳道、將軍澳隧道、將軍澳隧道公路、寶順路、翠嶺路、景嶺路、唐明街、唐俊街、至善街、寶邑路、環保大道（南行）、駿日街（北行）、駿昇街（東行）、掉頭、駿昇街（西行）、駿日街（南行）、環保大道（北行）及康城路。
特別班次不經粗體字之路段

### 沿線車站
| 日出康城開                       | 日出康城開             | 日出康城開             |
| 序號                             | 車站名稱               | 位置                   |
| -------------------------------- | ---------------------- | ---------------------- |
| 1*                               | 日出康城               | 康城站公共交通交匯處   |
| 2*                               | 峻瀅                   | 環保大道               |
| 3*                               | 日出康城領都           | 環保大道               |
| 4*                               | 日出康城首都           | 環保大道               |
| 5*                               | 百勝角                 | 環保大道               |
| 6*                               | 清水灣半島             | 蓬萊路                 |
| 7*                               | 怡明邨                 | 至善街                 |
| 8*                               | 播道書院               | 至善街                 |
| 9*                               | 天晉II                 | 唐俊街                 |
| 10*                              | 將軍澳站               | 將軍澳站公共交通交匯處 |
| 11*                              | 唐明街公園             | 唐明街                 |
| 12*                              | 調景嶺站               | 景嶺路                 |
| 13*                              | 健明邨                 | 景嶺路                 |
| 將軍澳隧道公路、將軍澳隧道       |                        |                        |
| 14*                              | 將軍澳隧道巴士轉乘站   | 將軍澳隧道             |
| 將軍澳道、鯉魚門道、觀塘道下通道 |                        |                        |
| 15*                              | 創紀之城               | 觀塘道                 |
| 啟福道天橋                       |                        |                        |
| 16*                              | 香港郵政大樓           | 啟福道                 |
| 啟德隧道、東九龍走廊             |                        |                        |
| 17*                              | 曲街                   | 漆咸道北               |
| 18*                              | 香港理工大學           | 漆咸道南               |
| 19                               | 香港科學館             | 漆咸道南               |
| 20                               | 麼地道                 | 漆咸道南               |
| 21                               | 尖東站                 | 梳士巴利道             |
| 22                               | 半島酒店               | 彌敦道                 |
| 23                               | 海防道                 | 彌敦道                 |
| 24                               | 九龍清真寺             | 彌敦道                 |
| 25                               | 金巴利道               | 彌敦道                 |
| 26                               | 柏麗購物大道           | 彌敦道                 |
| 27                               | 柯士甸道               | 彌敦道                 |
| 28                               | 南京街                 | 彌敦道                 |
| 29                               | 九龍中央郵政局         | 彌敦道                 |
| 30                               | 眾坊街                 | 彌敦道                 |
| 31                               |                        | 彌敦道                 |
| 32                               | 長沙街                 | 彌敦道                 |
| 33                               | 雅蘭中心               | 彌敦道                 |
| 34                               | 花園街街市             | 旺角道                 |
| 35                               | 嘉道理道               | 亞皆老街               |
| 36                               | 中電鐘樓文化館         | 亞皆老街               |
| 37                               | 九龍醫院主座及西翼大樓 | 亞皆老街               |
| 38                               | 醫院管理局大樓         | 亞皆老街               |
| 39                               | 香港眼科醫院           | 亞皆老街               |
| 40                               | 亞皆老街遊樂場         | 亞皆老街               |
| 41                               | 富豪東方酒店           | 太子道東               |
| 42                               | 譽·港灣                | 太子道東               |
| 43                               | 景泰街                 | 太子道東               |
| 44                               | 彩虹邨                 | 太子道東               |
| 45                               | 坪石邨                 | 太子道東               |
| 46                               | 啟業邨                 | 觀塘道                 |
| 47                               | 九龍灣站               | 觀塘道                 |
| 觀塘道天橋                       |                        |                        |
| 48                               | 觀塘市中心             | 觀塘道                 |
| 觀塘道下通道                     |                        |                        |
| 49                               | 觀塘警署               | 將軍澳道               |
| 50                               | 將軍澳隧道巴士轉乘站   | 將軍澳隧道             |
| 將軍澳隧道、將軍澳隧道公路       |                        |                        |
| 51                               | 調景嶺站               | 景嶺路                 |
| 52                               | 健明邨                 | 景嶺路                 |
| 53                               | 唐明苑                 | 唐明街                 |
| 54                               | 唐明街公園             | 唐明街                 |
| 55                               | 佛教志蓮小學           | 唐俊街                 |
| 56                               | 寶盈花園               | 唐俊街                 |
| 57                               | 播道書院               | 至善街                 |
| 58                               | 蓬萊路                 | 環保大道               |
| 59                               | 百勝角                 | 環保大道               |
| 60                               | 峻瀅                   | 環保大道               |
| 61                               | 日出康城領都           | 環保大道               |
| 62                               | 日出康城首都           | 環保大道               |
| 63                               | 日出康城               | 康城站公共交通交匯處   |

註:特別班次不經有*號之車站

## 營運狀況
1999年末，新巴投得將軍澳南7條日間巴士路線的經營權，而該些路線在2000年代初陸續投入服務。可是，該區一直沒有來往九龍市區的深宵公共交通服務，尚德居民只能乘搭路線迂迴的N293，調景嶺及將軍澳市中心居民欲在深宵來往，更只能乘搭每天開出兩、三班的機場線N29及當時只於部份班次駛經的N691，其餘一切欠奉，而N293本身服務將軍澳區外，還服務觀塘區及秀茂坪區，路線相當迂迴的同時只能覆蓋旺角，不經油麻地、尖沙咀等旺區，不吸引居民乘搭。引致不少「泥鯭的士」應運而生，在旺角就能夠直接返回將軍澳，中途不停其他地區，即使此為非法運輸，仍受居民歡迎。因此在各方努力爭取下，本線在2005年中成功開辦，成為新巴首條來往新界和九龍的通宵路線。開辦首年來往將軍澳站及太子站，客量已相當可觀，儘管班次編定為30分鐘開出一班，也有不少乘客專程預計時間等候，務求能夠得到安全、舒適和快捷的深宵交通服務。
翌年，本線大幅度更改行車路線，以及改為循環線形式運作，主要原因在於往太子站方向的客量甚低，加上旺角一帶有部份行車路線重疊。為善用資源，新巴便把本線伸延至油尖，並取道啟福道、啟德隧道和東九龍走廊，混合採用半直通與特快模式，使之能夠快速地從將軍澳開到九龍市區，迅即到達油尖旺；同時為九龍東和將軍澳新市鎮的居民提供特快回家的選擇。由於香港的交通幹道在深宵時份出現擠塞的機會極微，新巴預計本線由將軍澳站開到科學館巴士站需時約23分鐘目標往往能夠達到，故此乘客仍可根據站上的開出時間表安心候車。唯在聖誕節及特定日子，因尖沙咀臨時封路，本線需改道行走，或會影響班次穩定性。
因應環保大道的住宅陸續落成入伙，新巴及運輸署自2017-2018年度巴士路線計劃起建議分階段延長至日出康城以方便清水灣半島、峻瀅及日出康城的夜歸乘客。在2020-2021年度巴士路線計劃中，更建議所有班次均延長至日出康城為總站，令日出康城、峻瀅、清水灣半島有一條整個通宵時段的公共交通服務。翌年的2021-2022年度巴士路線計劃，則建議往尖沙咀方向在將軍澳隧道後，改為途經觀塘道前往啟福道而不經觀塘繞道，兩項改動於2022年2月27日晚上起實施。
現時，主客群集中在首三小時由將軍澳站開出的班次，由油尖旺、九龍城前往九龍灣、觀塘市中心、調景嶺及將軍澳市中心。
2022年：最繁忙一小時內的載客率為34%。建議來回繞經至善街，於2022年8月21日晚上起實施。

## 小資料
本線現時擁有以下多個紀錄：
1. 原新巴首條於九龍及新界營運的常規非過海通宵路線
2. 唯一一條取道啟德隧道的通宵巴士路線（只限單向）
3. 現時全港最長的通宵循環巴士路線，全長36.1公里
4. 原新巴獨營非過海路線當中，收費最昂貴的一條，全程收費$17.4。